# Episodi di Una banda allo sbando
La prima e unica stagione della serie televisiva Una banda allo sbando è stata trasmessa in anteprima negli Stati Uniti d'America dalla ABC tra il 3 gennaio 2007 e il 23 agosto 2007.
In Italia la serie è trasmessa da Rai 2 da sabato 7 giugno 2008 alle 16:15 a sabato 2 agosto 2008.
| n° | Titolo originale              | Titolo italiano                    | Prima TV USA     | Prima TV Italia |
| -- | ----------------------------- | ---------------------------------- | ---------------- | --------------- |
| 1  | Pilot                         | I cavalieri dell'abbondanza        | 3 gennaio 2007   | 7 giugno 2008   |
| 2  | Operation: Seduce Simone      | Operazione: seduzione              | 10 gennaio 2007  | 7 giugno 2008   |
| 3  | Operation: Fighting Shape     | Operazione: belve da combattimento | 17 gennaio 2007  | 14 giugno 2008  |
| 4  | Operation: Deliver the Case   | Operazione: valigia che scotta     | 24 gennaio 2007  | 21 giugno 2008  |
| 5  | Operation: Ralph              | Operazione: Ralph                  | 31 gennaio 2007  | 28 giugno 2008  |
| 6  | Operation: Caught on Tape     | Operazione: hacker                 | 7 febbraio 2007  | 5 luglio 2008   |
| 7  | Operation: Save Esperanza     | Operazione: Esperanza              | 14 febbraio 2007 | 12 luglio 2008  |
| 8  | Operation: Panic Room         | Operazione: panico                 | 21 febbraio 2007 | 19 luglio 2008  |
| 9  | Operation: Oswald Montecristo | Operazione: ladri e architetti     | 28 febbraio 2007 | 26 luglio 2008  |
| 10 | Operation: Rent Money         | Operazione: finto rapimento        | 8 agosto 2007    | 26 luglio 2008  |
| 11 | Operation: Steal the Safe     | Operazione: la banda del buco      | 8 agosto 2007    | 2 agosto 2008   |
| 12 | Operation: Open the Safe      | Operazione: aprire la cassaforte   | 22 agosto 2007   | 2 agosto 2008   |
| 13 | Operation: Romanocorp         | Operazione: i sogni son desideri   | 23 agosto 2007   | 2 agosto 2008   |